# Андраде Сантос, Виктор
Виктор Андраде Сантос (порт. Victor Andrade Santos (30 сентября 1995, Аракажу, Бразилия) — бразильский футболист, нападающий.

## Клубная карьера
Виктор с десяти лет занимался в системе «Сантоса». С 2007 по 2009 год он играл за юниорские команды португальской «Бенфики», но затем вернулся в «Сантос».
Чтобы в дальнейшем не потерять талантливого бомбардира, «Сантос» подписал профессиональный контракт с Виктором, сумма отступных за игрока составила 50 миллионов евро. За клуб он дебютировал 6 июня 2012 года в матче против «Флуминенсе». Свой первый гол за «Сантос» Виктор забил 8 августа 2012 года в матче с клубом «Крузейро».
11 июля 2014 года Виктор вернулся в «Бенфику» и начал выступления за вторую команду клуба. С 2017 года стал игроком «Эшторила». В 2019 году выступал за «Шапекоэнсе». Вначале был игроком основы, но постепенно из-за травм потерял место и в июне покинул команду.

## Карьера в сборной
Виктор в составе молодёжной сборной Бразилии принимал участие на турнире восьми наций. Его сборная выиграла турнир.

## Достижения
- Обладатель Рекопы Южной Америки (1): 2012